# Eleições estaduais no Rio Grande do Norte em 2022
As eleições estaduais no Rio Grande do Norte em 2022 foram realizadas em 2 de outubro, em primeiro turno. Os norte-rio-grandenses aptos a votar elegeram Governador e Vice Governador do Estado e um Senador da República com dois suplentes, além de 8 Deputados Federais e 24 Deputados Estaduais. Os eleitos tomarão posse em 1° de janeiro (Presidente, Governador e respectivos vices) ou 1º de fevereiro (senador e deputados) de 2023 para mandatos com duração de 4 anos (salvo no caso do senador, que terá mandato de 8 anos). A atual titular do cargo de governadora é Fátima Bezerra, do PT, eleita em 2018, que foi reeleita em primeiro turno. Para a eleição ao Senado Federal, foi eleito Rogério Marinho, do PL.
O governador e o vice-governador eleitos nesta eleição exercerão um mandato alguns dias mais longo devido à Emenda Constitucional n.° 111, que estipulou que o mandato dos governadores dos Estados e do Distrito Federal deverá ser iniciado em 6 de janeiro após a eleição. Entretanto, os candidatos eleitos nesta eleição assumem dia 1.º de janeiro de 2023 e entregam o cargo no dia 6 de janeiro de 2027.

## Calendário eleitoral
| Calendário eleitoral      | Calendário eleitoral                                                                       |
| ------------------------- | ------------------------------------------------------------------------------------------ |
| 15 de maio                | Início do financiamento coletivo dos pré-candidatos                                        |
| 20 de julho a 5 de agosto | Convenções partidárias para a escolha dos candidatos e das coligações                      |
| 2 de outubro              | Primeiro turno das eleições                                                                |
| 7 a 28 de outubro         | Propaganda eleitoral gratuita no rádio e na televisão relativa a um eventual segundo turno |
| 30 de outubro             | Eventual segundo turno das eleições                                                        |
| até 19 de dezembro        | Diplomação dos eleitos pela Justiça Eleitoral                                              |

## Candidatos ao governo do Rio Grande do Norte
Nota: a tabela a seguir está organizada por ordem alfabética de candidatos.
| Governador(a)     | Governador(a) | Governador(a) | Cargo político anterior                                | Vice-Governador(a) | Vice-Governador(a) | Vice-Governador(a) | Coligação/ Federação                                                          | Número eleitoral | Tempo de horário eleitoral |
| Candidato         | Partido       | Partido       | Cargo político anterior                                | Candidato          | Partido            | Partido            | Coligação/ Federação                                                          | Número eleitoral | Tempo de horário eleitoral |
| Antônio Bento     |               | PRTB          | Sem cargo político anterior                            | Jurandir Rosa      |                    | PRTB               | Sem coligação                                                                 | 28               | Sem tempo de rádio e TV    |
| Capitão Styvenson |               | PODE          | Senador pelo Rio Grande do Norte (2019–Atualidade)     | Francisca Henrique |                    | PODE               | Sem coligação                                                                 | 19               | Sem tempo de rádio e TV    |
| Clorisa Linhares  |               | PMB           | Vereadora de Grossos (2017–2020)                       | Erick Guerra       |                    | Patriota           | Frente da Mudança PMB, Patriota                                               | 35               | 27s                        |
| Danniel Morais    |               | PSOL          | Sem cargo político anterior                            | Ronaldo Tavares    |                    | PSOL               | Fed. PSOL REDE                                                                | 50               | 30s                        |
| Fábio Dantas      |               | Solidariedade | Vice-Governador do Rio Grande do Norte (2015–2018)     | Ivan Junior        |                    | UNIÃO              | Muda RN Solidariedade, UNIÃO, PL, PP, PSD, PSC                                | 77               | 4min57s                    |
| Fátima Bezerra    |               | PT            | Governadora do Rio Grande do Norte (2019–em exercício) | Walter Alves       |                    | MDB                | O Melhor Vai Começar! FE Brasil (PT, PCdoB, PV), MDB, PDT, Republicanos, PROS | 13               | 4min05s                    |
| Nazareno Neris    |               | PMN           | Sem cargo político anterior                            | Fernando Luiz      |                    | PMN                | Sem coligação                                                                 | 33               | Sem tempo de rádio e TV    |
| Rodrigo Vieira    |               | DC            | Sem cargo político anterior                            | Carlos Paiva       |                    | DC                 | Sem coligação                                                                 | 27               | Sem tempo de rádio e TV    |
| Rosália Fernandes |               | PSTU          | Sem cargo político anterior                            | Socorro Ribeiro    |                    | PSTU               | Sem coligação                                                                 | 16               | Sem tempo de rádio e TV    |

## Candidatos ao Senado Federal
| Senador                   | Senador                         | Senador | Cargo político anterior                              | Suplentes                        | Suplentes | Suplentes | Coligação/ Federação                                                          | Número eleitoral | Tempo de horário eleitoral |
| Candidato                 | Partido                         | Partido | Cargo político anterior                              | Candidato                        | Partido   | Partido   | Coligação/ Federação                                                          | Número eleitoral | Tempo de horário eleitoral |
| Carlos Eduardo            |                                 | PDT     | Prefeito de Natal (2002 – 2009, 2013–2018)           | 1° suplente: Jean Paul           |           | PT        | O Melhor Vai Começar! FE Brasil (PT, PCdoB, PV), MDB, PDT, Republicanos, PROS | 123              | 1min49s                    |
| Carlos Eduardo            | 2° suplente: Ana Sufia          | PDT     | Prefeito de Natal (2002 – 2009, 2013–2018)           |                                  | PCdoB     |           | O Melhor Vai Começar! FE Brasil (PT, PCdoB, PV), MDB, PDT, Republicanos, PROS | 123              | 1min49s                    |
| Dário Barbosa             |                                 | PSTU    | Sem cargo político anterior                          | 1ª suplente: Antônia Morais      |           | PSTU      | Sem coligação                                                                 | 161              | Sem tempo de rádio e TV    |
| Dário Barbosa             | 2° suplente: Gabriel da Costa   | PSTU    | Sem cargo político anterior                          |                                  |           | PSTU      | Sem coligação                                                                 | 161              | Sem tempo de rádio e TV    |
| Freitas Jr.               |                                 | PSOL    | Sem cargo político anterior                          | 1ª suplente: Sueli Nicácio       |           | PSOL      | Fed. PSOL REDE                                                                | 500              | 12s                        |
| Freitas Jr.               | 2ª suplente: Lígia Gomes        | PSOL    | Sem cargo político anterior                          |                                  |           | PSOL      | Fed. PSOL REDE                                                                | 500              | 12s                        |
| Geraldo Pinho             |                                 | PODE    | Sem cargo político anterior                          | 1° suplente: Janssen Cortes      |           | PODE      | Sem coligação                                                                 | 192              | 16s                        |
| Geraldo Pinho             | 2° suplente: Zé Carlos          | PODE    | Sem cargo político anterior                          |                                  |           | PODE      | Sem coligação                                                                 | 192              | 16s                        |
| Marcelo Guerreiro         |                                 | PRTB    | Sem cargo político anterior                          | 1ª suplente: Andrea Alves        |           | PRTB      | Sem coligação                                                                 | 282              | Sem tempo de rádio e TV    |
| Marcelo Guerreiro         | 2ª suplente: Vitória Campelo    | PRTB    | Sem cargo político anterior                          |                                  |           | PRTB      | Sem coligação                                                                 | 282              | Sem tempo de rádio e TV    |
| Pastor Silvestre          |                                 | PMN     | Sem cargo político anterior                          | 1° suplente: João Batista        |           | PMN       | Sem coligação                                                                 | 333              | Sem tempo de rádio e TV    |
| Pastor Silvestre          | 2° suplente: Veridiano Leocádio | PMN     | Sem cargo político anterior                          |                                  |           | PMN       | Sem coligação                                                                 | 333              | Sem tempo de rádio e TV    |
| Rafael Motta              |                                 | PSB     | Deputado federal por Rio Grande do Norte (2015–2022) | 1° suplente: Souza Neto          |           | PSB       | Vontade do Povo PSB, Avante, Agir                                             | 400              | 29s                        |
| Rafael Motta              | 2° suplente: Cinara Dantas      | PSB     | Deputado federal por Rio Grande do Norte (2015–2022) |                                  |           | PSB       | Vontade do Povo PSB, Avante, Agir                                             | 400              | 29s                        |
| Rogério Marinho           |                                 | PL      | Ministro do Desenvolvimento Regional (2020–2022)     | 1° suplente: Flávio Azevedo      |           | PL        | Muda RN Solidariedade, UNIÃO, PL, PP, PSD, PSC                                | 222              | 2m12s                      |
| 2° suplente: Igor Targino |                                 | PL      | Ministro do Desenvolvimento Regional (2020–2022)     | Solidariedade                    |           |           | Muda RN Solidariedade, UNIÃO, PL, PP, PSD, PSC                                | 222              | 2m12s                      |
| Shirlei Medeiros          |                                 | DC      | Sem cargo político anterior                          | 1° suplente: Sebastião Fernandes |           | DC        | Sem coligação                                                                 | 270              | Sem tempo de rádio e TV    |
| Shirlei Medeiros          | 2° suplente: Jânio Clécio       | DC      | Sem cargo político anterior                          |                                  |           | DC        | Sem coligação                                                                 | 270              | Sem tempo de rádio e TV    |

### Desistências
| Senador       | Senador                     | Senador | Cargo político anterior     | Suplentes                       | Suplentes | Suplentes | Coligação/ Federação | Número eleitoral |
| Candidato     | Partido                     | Partido | Cargo político anterior     | Candidato                       | Partido   | Partido   | Coligação/ Federação | Número eleitoral |
| Marcos do MLB |                             | UP      | Sem cargo político anterior | 1° suplente: Lutemberg de Faria |           | UP        | Sem coligação        | 800              |
| Marcos do MLB | 2ª suplente: Marluce Barros | UP      | Sem cargo político anterior |                                 |           | UP        | Sem coligação        | 800              |

## Assembleia Legislativa
O resultado das últimas eleições estaduais e a situação atual da bancada da Assembleia Legislativa do Rio Grande do Norte está abaixo:
| Filiação Partidária | Filiação Partidária | Membros | Membros    | +/–     |   |
| Filiação Partidária | Filiação Partidária | Eleitos | Atualidade | +/–     |   |
| ------------------- | ------------------- | ------- | ---------- | ------- | - |
|                     | PSDB                | 5       | 12         | 7       |   |
|                     | PV                  | 0       | 4          | 4       |   |
|                     | Solidariedade       | 2       | 3          | 1       |   |
|                     | PT                  | 2       | 2          | Estável |   |
|                     | PL                  | 1       | 1          | Estável |   |
|                     | PSB                 | 0       | 1          | 1       |   |
|                     | PSD                 | 2       | 1          | 1       |   |
|                     | MDB                 | 2       | 0          | 2       |   |
|                     | Agir                | 2       | 0          | 2       |   |
|                     | Avante              | 1       | 0          | 1       |   |
|                     | PROS                | 1       | 0          | 1       |   |
|                     | PSOL                | 1       | 0          | 1       |   |
|                     | PHS                 | 1       | 0          | 1       |   |
|                     | PPL                 | 1       | 0          | 1       |   |
|                     | DEM                 | 1       | 0          | 1       |   |
|                     | PSL                 | 1       | 0          | 1       |   |
| Total               | Total               | 24      | 24         | –       | – |

## Pesquisas

### Para governador
| Período     | Instituto                        | Amostragem | Fátima (PT) | Styvenson (PODE)              | Dantas (Sol.) | Clorisa (PMB) | Rosália (PSTU) | Danniel (PSOL) | Rodrigo (DC) | Bento (PRTB) | Neris (PMN) | B/N   | NS/NR  | Vantagem |   |   |   |     |     |       |
| ----------- | -------------------------------- | ---------- | ----------- | ----------------------------- | ------------- | ------------- | -------------- | -------------- | ------------ | ------------ | ----------- | ----- | ------ | -------- | - | - | - | --- | --- | ----- |
| Período     | Instituto                        | Amostragem | 08-10/08    | Exatus/Agora RN RN-05987/2022 | 2 000         | 32,5%         | 18,5%          | 9%             | 2,15%        | 1,4%         | 2,75%       | B/N   | NS/NR  | Vantagem | – | – | – | 11% | 11% | 14,1% |
| 09-12/08    | 98FM/Datavero RN-04480/2022      | 1.500      | 42,61%      | 17,44%                        | 6,49%         | 1,56%         | 1,75%          | 0,32%          | 0,53%        | 0,71%        | 0,45%       | 8,62% | 19,52% | 25,17%   |   |   |   |     |     |       |
| 19-21/08    | IPEC RN-09891/2022               | 800        | 46%         | 15%                           | 9%            | 2%            | 3%             | 1%             | 1%           | 1%           | 0%          | 6%    | 10%    | 31%      |   |   |   |     |     |       |
| 20-22/08    | Band/Seta RN-06561/2022          | 1.500      | 41,9%       | 17,1%                         | 9,5%          | 1,1%          | 1,1%           | 0,7%           | 0,3%         | 0,4%         | 0,3%        | 14,6% | 13%    | 24,8%    |   |   |   |     |     |       |
| 31/08-02/09 | Band/Seta RN-04880/2022          | 1.500      | 42,8%       | 17,5%                         | 8,5%          | 2,2%          | 0,7%           | 0,6%           | 0,1%         | 0,5%         | 0,1%        | 13,7% | 13,3%  | 25,3%    |   |   |   |     |     |       |
| 06-08/09    | IPEC RN-05706/2022               | 800        | 49%         | 20%                           | 8%            | 3%            | 1%             | 1%             | 1%           | 1%           | 0%          | 9%    | 7%     | 29%      |   |   |   |     |     |       |
| 09-11/09    | Exatus/Agora RN RN-04183/2022    | 2 000      | 43,8%       | 13,4%                         | 10%           | 0,9%          | 0,8%           | 0,25%          | 0,25%        | 0,1%         | 0,1%        | 16,9% | 13,6%  | 30,4%    |   |   |   |     |     |       |
| 12-14/09    | Item RN-03058/2022               | 1 600      | 44%         | 19%                           | 18%           | 2,5%          | 1%             | 1%             | 1,5%         | 0,5%         | 0%          | 5%    | 7,5%   | 23%      |   |   |   |     |     |       |
| 13-16/09    | Bramane RN-09372/2022            | 2 000      | 45,7%       | 20,1%                         | 12,7%         | 2,3%          | 0,8%           | 0,3%           | 0,4%         | 0,4%         | 0,6%        | 5,8%  | 10,7%  | 25,6%    |   |   |   |     |     |       |
| 15-18/09    | 98FM/Datavero RN-04242/2022      | 1.520      | 46,4%       | 16,8%                         | 10,3%         | 0,9%          | 0,8%           | 0,1%           | 0,2%         | 0,1%         | 0,2%        | 12,6% | 11,5%  | 29,6%    |   |   |   |     |     |       |
| 17-19/09    | Real Time Big Data RN-09487/2022 | 1.000      | 48%         | 22%                           | 8%            | 3%            | 1%             | 1%             | 0%           | 1%           | 0%          | 9%    | 7%     | 26%      |   |   |   |     |     |       |

### Para senador
| Período     | Instituto                        | Amostragem | Carlos Eduardo (PDT) | Marinho (PL)                  | Rafael (PSB) | Geraldo (PODE) | Freitas (PSOL) | Dário (PSTU) | Silvestre (PMN) | Marcelo (PRTB) | Shirlei (DC) | Marcos (UP) | B/N    | NS/NR  | Vantagem |   |   |   |       |       |      |
| ----------- | -------------------------------- | ---------- | -------------------- | ----------------------------- | ------------ | -------------- | -------------- | ------------ | --------------- | -------------- | ------------ | ----------- | ------ | ------ | -------- | - | - | - | ----- | ----- | ---- |
| Período     | Instituto                        | Amostragem | 08-10/08             | Exatus/Agora RN RN-05987/2022 | 2 000        | 23%            | 18,8%          | 9,4%         | –               | 1,05%          | 1,5%         | –           | B/N    | NS/NR  | Vantagem | – | – | – | 23,7% | 22,6% | 4,2% |
| 09-12/08    | 98FM/Datavero RN-04480/2022      | 1.500      | 24,77%               | 15,63%                        | 7,33%        | 0,06%          | 0,91%          | 1,49%        | 1,69%           | 1,56%          | 0,19%        | 0,06%       | 30,61% | 15,69% | 9,14%    |   |   |   |       |       |      |
| 19-21/08    | IPEC RN-09891/2022               | 800        | 27%                  | 17%                           | 14%          | 1%             | 1%             | 1%           | 3%              | 1%             | 2%           | 1%          | 18%    | 15%    | 10%      |   |   |   |       |       |      |
| 20-22/08    | Band/Seta RN-06561/2022          | 1.500      | 22,0%                | 19,7%                         | 9,7%         | 0,5%           | 0,7%           | 1,4%         | 1,3%            | 0,5%           | 0,7%         | 0,1%        | 21,9%  | 21,5%  | 2,3%     |   |   |   |       |       |      |
| 31/08-02/09 | Band/Seta RN-04880/2022          | 1.500      | 22,0%                | 21,5%                         | 10,8%        | 0,3%           | 0,7%           | 1,1%         | 0,4%            | 0,3%           | 0,4%         | 0,1%        | 21,9%  | 22,5%  | 0,5%     |   |   |   |       |       |      |
| 06-08/09    | IPEC RN-05706/2022               | 800        | 27%                  | 21%                           | 14%          | 2%             | 1%             | 1%           | 2%              | 1%             | 2%           | 1%          | 15%    | 13%    | 6%       |   |   |   |       |       |      |
| 09-11/09    | Exatus/Agora RN RN-04183/2022    | 2 000      | 25,8%                | 18,1%                         | 9,2%         | 0,3%           | 0,2%           | 0,55%        | 0,6%            | 0,15%          | 0,55%        | –           | 22,95% | 21,65% | 7,7%     |   |   |   |       |       |      |
| 12-14/09    | Item RN-03058/2022               | 1 600      | 22,5%                | 25%                           | 19%          | 1,5%           | 2%             | 1%           | 2,5%            | –              | 1,5%         | –           | 10%    | 15%    | 2,5%     |   |   |   |       |       |      |
| 13-16/09    | Bramane RN-09372/2022            | 2 000      | 29,1%                | 25,1%                         | 11,3%        | 0,3%           | 0,6%           | 1%           | 0,7%            | 0,2%           | 0,5%         | 0,3%        | 6,7%   | 24,2%  | 4%       |   |   |   |       |       |      |
| 15-18/09    | 98FM/Datavero RN-04242/2022      | 1.520      | 28,6%                | 20,6%                         | 9,2%         | 0,2%           | 0,3%           | 0,4%         | 1,1%            | 0,1%           | 0,8%         | –           | 20,4%  | 18,4%  | 8%       |   |   |   |       |       |      |
| 17-19/09    | Real Time Big Data RN-09487/2022 | 1.000      | 30%                  | 24%                           | 15%          | 1%             | 1%             | 1%           | 2%              | 1%             | 1%           | 1%          | 13%    | 10%    | 6%       |   |   |   |       |       |      |

## Resultados

### Governador
| Candidato(a)             | Vice                      | 1° turno 2 de outubro de 2022 | 1° turno 2 de outubro de 2022 |
| Candidato(a)             | Vice                      | Total                         | Porcentragem                  |
| ------------------------ | ------------------------- | ----------------------------- | ----------------------------- |
| Fátima Bezerra (PT)      | Walter Alves (MDB)        | 1 066 496                     | 58,31%                        |
| Fábio Dantas (SD)        | Ivan Junior (UNIÃO)       | 406 461                       | 22,22%                        |
| Capitão Styvenson (PODE) | Francisca Henrique (PODE) | 307 330                       | 16,8%                         |
| Clorisa Linhares (PMB)   | Erick Guerra (Patriota)   | 39 011                        | 2,13%                         |
| Danniel Morais (PSOL)    | Ronaldo Tavares (PSOL)    | 3 691                         | 0,2%                          |
| Nazareno Neris (PMN)     | Fernando Luiz (PMN)       | 1 325                         | 0,07%                         |
| Antônio Bento (PRTB)     | Jurandir Rosa (PRTB)      | 1 178                         | 0,06%                         |
| Rodrigo Vieira (DC)      | Carlos Paiva (DC)         | 1 045                         | 0,06%                         |
| Total de votos válidos   | Total de votos válidos    | 1 828 974                     | 87,65%                        |
| Brancos                  | Brancos                   | 95 721                        | 4,59%                         |
| Nulos                    | Nulos                     | 162 027                       | 7,76%                         |
| Total                    | Total                     | 2 086 722                     | 81,82%                        |
| Abstenções               | Abstenções                | 463 569                       | 18,18%                        |
| Total de Inscritos       | Total de Inscritos        | 2 550 291                     | 100%                          |

### Senador
| Candidato(a)             | Turno único 2 de outubro de 2022 | Turno único 2 de outubro de 2022 |
| Candidato(a)             | Total                            | Porcentagem                      |
| ------------------------ | -------------------------------- | -------------------------------- |
| Rogério Marinho (PL)     | 708 351                          | 41,85%                           |
| Carlos Eduardo (PDT)     | 565 325                          | 33,4%                            |
| Rafael Motta (PSB)       | 385 275                          | 22,76%                           |
| Geraldo Pinho (PODE)     | 10 000                           | 0,59%                            |
| Freitas Jr (PSOL)        | 6 661                            | 0,39%                            |
| Shirlei Medeiros (DC)    | 5 766                            | 0,34%                            |
| Pastor Silvestre (PMN)   | 4 024                            | 0,24%                            |
| Marcos do MLB (UP)       | 3 535                            | 0,21%                            |
| Dário Barbosa (PSTU)     | 3 072                            | 0,18%                            |
| Marcelo Guerreiro (PRTB) | 590                              | 0,03%                            |
| Total de votos válidos   | 1 692 509                        | 81,11%                           |
| Brancos                  | 154 485                          | 7,4%                             |
| Nulos                    | 239 728                          | 11,49%                           |
| Total                    |                                  |                                  |
| Abstenções               |                                  |                                  |
| Total de inscritos       |                                  |                                  |

### Deputados federais eleitos
Esse são 8 deputados federais eleitos para representar o Estado do Rio Grande do Norte.

Representação eleita  PL: 4   PT: 2   UNIÃO: 2

| Candidato (a)           | Porcentagem | Total de Votos | Cidade Natal                          |
| ----------------------- | ----------- | -------------- | ------------------------------------- |
| Natália Bonavides (PT)  | 8,42%       | 157.565 votos  | Natal, Rio Grande do Norte            |
| João Maia (PL)          | 5,57%       | 104.254 votos  | Brejo do Cruz, Paraíba                |
| Benes Leocádio (UNIÃO)  | 5,38%       | 100.693 votos  | Santana do Matos, Rio Grande do Norte |
| Robinson Faria (PL)     | 5,2%        | 97.319 votos   | Natal, Rio Grande do Norte            |
| Mineiro (PT)            | 4,46%       | 83.481 votos   | Curvelo, Minas Gerais                 |
| Paulinho Freire (UNIÃO) | 4,17%       | 77.906 votos   | Natal, Rio Grande do Norte            |
| General Girão (PL)      | 4,1%        | 76.698 votos   | Fortaleza, Ceará                      |
| Sargento Gonçalves (PL) | 3,01%       | 56.315 votos   | Campina Grande, Paraíba               |

### Deputados estaduais eleitos
Representação eleita  PSDB: 10   PL: 3   PT: 3   PV: 3   UNIÃO: 2   Solidariedade: 2   MDB:1

Ao todo, vinte e quatros deputados estaduais foram eleitos em 2022 para acessarem cadeiras na Assembleia Legislativa do Rio Grande do Norte.
| Candidato (a)           | Partido | Porcentagem | Total de Votos | Cidade natal                         |
| ----------------------- | ------- | ----------- | -------------- | ------------------------------------ |
| Ezequiel Ferreira       | PSDB    | 3,76%       | 70.800         | Natal, Rio Grande do Norte           |
| Coronel Azevedo         | PL      | 3,33%       | 62.607         | Recife, Pernambuco                   |
| Kleber Rodrigues        | PSDB    | 3,24%       | 61.074         | Natal, Rio Grande do Norte           |
| Adjuto Dias             | MDB     | 3,06%       | 57.657         | Natal, Rio Grande do Norte           |
| Isolda Dantas           | PT      | 3,03%       | 57.046         | Patu, Rio Grande do Norte            |
| Bernardo Amorim (PSDB)  | PSDB    | 2,79%       | 52.505         | Mossoró, Rio Grande do Norte         |
| Divaneide               | PT      | 2,77%       | 52.177         | Pedro Avelino, Rio Grande do Norte   |
| Francisco do PT         | PT      | 2,68%       | 50.499         | Parelhas, Rio Grande do Norte        |
| George Soares           | PV      | 2,66%       | 50.037         | Natal, Rio Grande do Norte           |
| José Dias               | PSDB    | 2,60%       | 49.027         | Martins, Rio Grande do Norte         |
| Dr. Keginaldo Jacome    | PSDB    | 2,54%       | 47.809         | Tenente Ananias, Rio Grande do Norte |
| Gustavo Carvalho        | PSDB    | 2,46%       | 46.318         | Natal, Rio Grande do Norte           |
| Tomba Farias            | PSDB    | 2,26%       | 42.612         | Santa Cruz, Rio Grande do Norte      |
| Cristiane Dantas        | SD      | 2,23%       | 42.035         | Natal, Rio Grande do Norte           |
| Nelter Queiroz          | PSDB    | 2,05%       | 38.602         | Jucurutu, Rio Grande do Norte        |
| Galeno Torquato         | PSDB    | 1,98%       | 37.274         | São Miguel, Rio Grande do Norte      |
| Eudiane Macedo          | PV      | 1,91%       | 36.027         | Natal, Rio Grande do Norte           |
| Ubaldo Fernandes (PSDB) | PSDB    | 1,88%       | 34.426 votos   | Natal, Rio Grande do Norte           |
| Luiz Eduardo            | SD      | 1,69%       | 31.871         | Manaus, Amazonas                     |
| Terezinha Maia          | PL      | 1,56%       | 29.440         | São Fernando, Rio Grande do Norte    |
| Hermano Morais          | PV      | 1,54%       | 28.948         | Natal, Rio Grande do Norte           |
| Ivanilson Oliveira      | UNIÃO   | 1,46%       | 27.426         | Mossoró, Rio Grande do Norte         |
| Taveira Jr              | UNIÃO   | 1,42%       | 26.714         | Natal, Rio Grande do Norte           |
| Neilton                 | PL      | 1,34%       | 25.143         | Apodi, Rio Grande do Norte           |